# Valeri Melnikov
Valeri Vladimirovitsj Melnikov (Russisch: Валерий Владимирович Мельников) (Norilsk, 14 oktober 1956 - 13 september 2008) was van 2003 tot 2007 burgemeester van de Noord-Siberische stad Norilsk. Hij had een vrouw en twee kinderen.
Melnikov was zes jaar lang vakbondsman bij het mijnbouwbedrijf Norilsk Nikkel. In 2003 waren er verkiezingen voor de post van burgemeester van Norilsk, daar de zittende burgemeester, Oleg Boedarin, gouverneur werd van Tajmyr. Bij de verkiezingen van 21 april 2003 werd Melnikov gesteund door aluminiumbedrijf RUSAL en werd zijn grootste tegenstander, Sergej Sjmakov, gesteund door Norilsk Nikkel. Bij de eerste ronde van de verkiezingen behaalde Melnikov 47,01% van de stemmen en Sjmakov 31,44%. Volgens de regels moest een kandidaat voor een overwinning meer dan 50% van de stemmen behalen, waardoor er een tweede ronde werd ingesteld. Tijdens de verkiezingen had Melnikov Norilsk Nikkel zwaar bekritiseerd, hongerstakingen georganiseerd voor werknemers van het bedrijf en opgeroepen tot hernationalisatie van het bedrijf, waardoor hij zich had verzekerd van de steun van de lokale communisten. Volgens analisten onder druk van Norilsk Nikkel, werd Melnikov na de eerste ronde door de verkiezingscommissie verboden om aan de tweede ronde mee te doen, omdat hij de regels zou hebben overtreden, zonder dat werd aangegeven wat hij dan wel verkeerd had gedaan. Hierop ontstond een schandaal en nadat andere kandidaten zich terugtrokken, trok ook Sjmakov zich terug met de verklaring dat hij eerlijk wilde winnen, omdat er geen echte tegenkandidaat meer was. Met nog een kandidaat over en de mogelijkheid om 'tegen iedereen' te stemmen, wilde de verkiezingscommissie aanvankelijk toch doorgaan, maar uiteindelijk ging dit niet door. Door toedoen van Gennadi Raikov, voorzitter van de Volkspartij van de Russische Federatie, die naar verluidt wordt gesponsord door de siloviki uit het Kremlin, kwam er een tweede ronde op 26 oktober 2003 waarbij Melnikov het opnam tegen Sjmakovs opvolger Dzjonson Chagazjejev. Bij deze tweede ronde kwam Melnikov wederom als winnaar uit de strijd, ditmaal met 51,34% van de stemmen, tegen 34,09% voor Chagazjejev. De verkiezingscommissie klaagde hem echter opnieuw aan, ditmaal voor het "overschrijden van het budget". Melnikov zou 144.000 roebel (4.832 dollar) te veel hebben uitgegeven. Melnikov waarschuwde Vladimir Potanin, die Norilsk Nikkel leidt via zijn gigantische holding Interros, dat hij hem niet moest proberen op te doen geven, omdat hij dan te maken kon krijgen met justitie met de woorden; "Potanin zou geen oorlog tegen [mij] moeten voeren, in het licht van wat er is gebeurd met Goesinski, Berezovski en Chodorkovski als resultaat van hun pogingen om politieke macht te verkrijgen."
Melnikov wilde tijdens zijn ambtstermijn door belastingen Norilsk Nikkel dwingen om een groter percentage van haar opbrengsten aan het maatschappelijk welzijn van haar werknemers en de stad te spenderen. Sinds zijn aantreden heeft het bedrijf inderdaad een groter deel van haar inkomsten gespendeerd aan de stad. In 2007 verkreeg hij een aanstelling als afgevaardigde voor de Staatsdoema (voor Verenigd Rusland) en verkoos de stadsraad van Norilsk zijn rivaal Sergej Sjmakov tot burgemeester. Binnen de Staatsdoema was hij lid van de commissie Werk en Sociaal Beleid. In september 2008 stierf hij plotseling.